# 三河旭駅
三河旭駅（みかわあさひえき）は、かつて愛知県碧南市志貴崎町1丁目にあった名古屋鉄道三河線の駅（廃駅）である。

## 歴史
三河鉄道は大浜港駅（現・碧南駅）から平坂方面へ路線を延伸する際、当初の計画では玉津浦海水浴場への輸送を考慮した海岸沿いのルートで西尾鉄道港前駅に至る予定であった。
一方、棚尾町（旭村説もあり）が同時期に三河鉄道に対して駅設置の誘致運動を展開しており、延伸のための用地提供を提言していた。資金繰りが苦しかった三河鉄道はこの提案を受けてルートを変更したが、（予定より手前に設置したとはいえ）大浜港駅から見て南に位置する玉津浦駅と、ほぼ東に位置する三河旭駅などを一本の線路で結んだため、線形がS字状に蛇行する形となってしまった。
この線形のため、かつては三河旭駅で上り列車に乗り遅れた場合、3つ先の碧南駅や4つ先の新須磨駅（現：碧南中央駅）まで自転車で移動すれば、碧南駅で交換停車することもあって逃した列車に追いつけたという（三河旭 - 新須磨間の直線距離は約2.1 kmで、信号機などがなかった当時は自転車なら8分で移動できたが、列車は蛇行した3.9 kmの線路を進み、碧南駅で交換待ちを行うため、10 - 11分程度を要した）。

### 年表

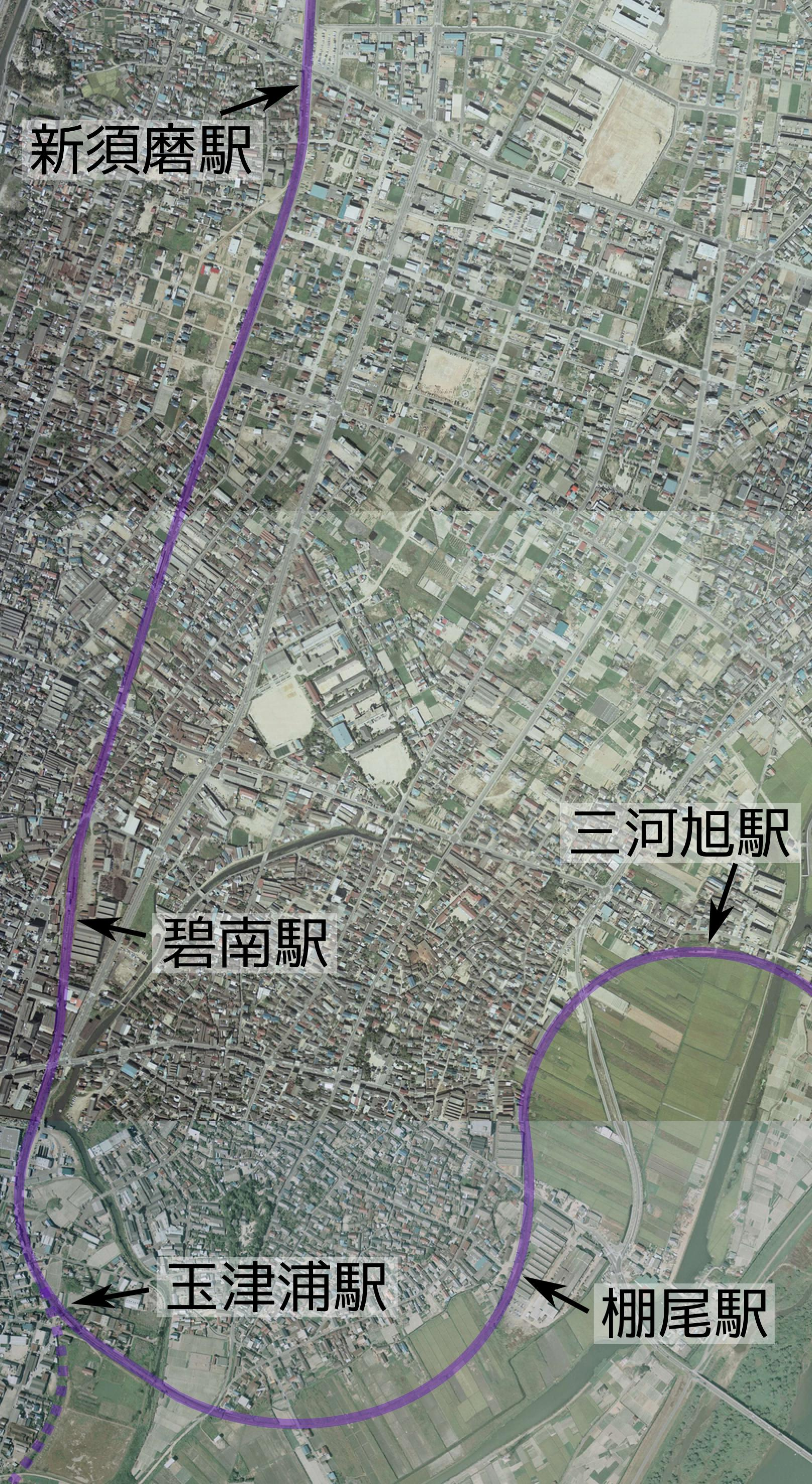
各駅の位置関係（1977年）
帰属：国土交通省「国土画像情報（カラー空中写真）」
配布元：国土地理院地図・空中写真閲覧サービス

- 1926年（大正15年）9月1日：大浜港（のちの碧南） - 神谷（のちの松木島）間（当時：三河鉄道）の開通に伴い開業[3]。
- 1941年（昭和16年）6月1日：三河鉄道が名古屋鉄道に合併。同社三河線の駅となる。
- 1960年（昭和35年） - 駅舎改築[4]。
- 1965年（昭和40年）1月1日：貨物営業廃止[4]。
- 1966年（昭和41年）頃：棒線化[4]。
- 1968年（昭和43年）12月20日：無人化[5]。
- 1969年（昭和44年）：駅舎解体[4]。
- 1990年（平成2年）7月1日：碧南 - 吉良吉田間の電化設備廃止[6]。レールバス（キハ20形）の営業開始[6]。
- 2004年（平成16年）4月1日：廃止[3]。

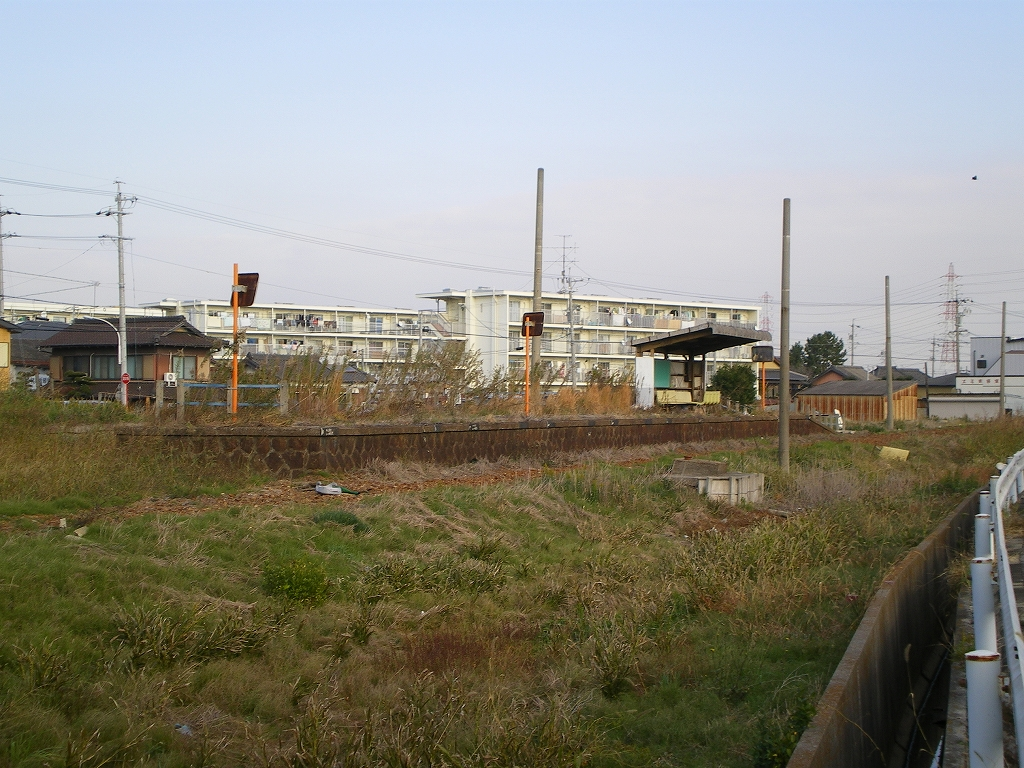
廃止後の三河旭駅（2009年）
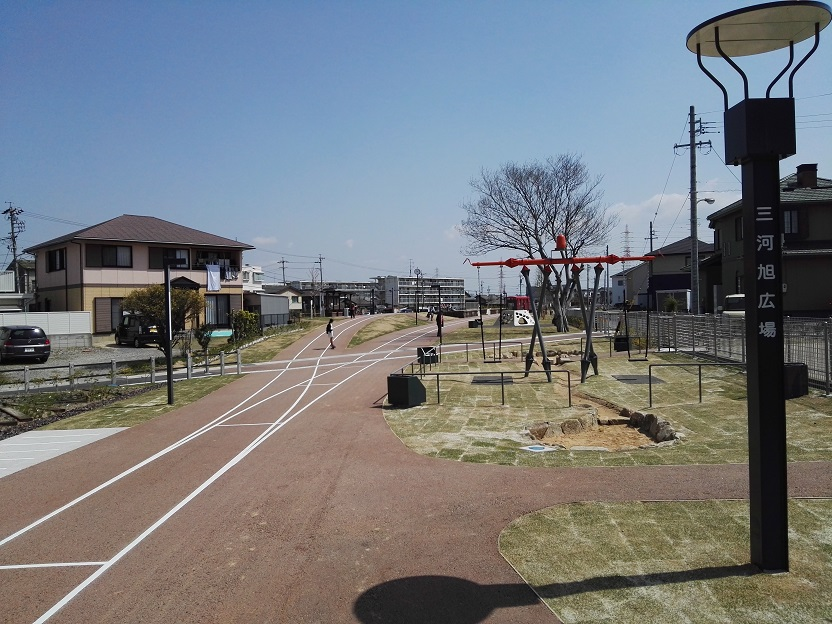
碧南レールパークになった三河旭駅跡地
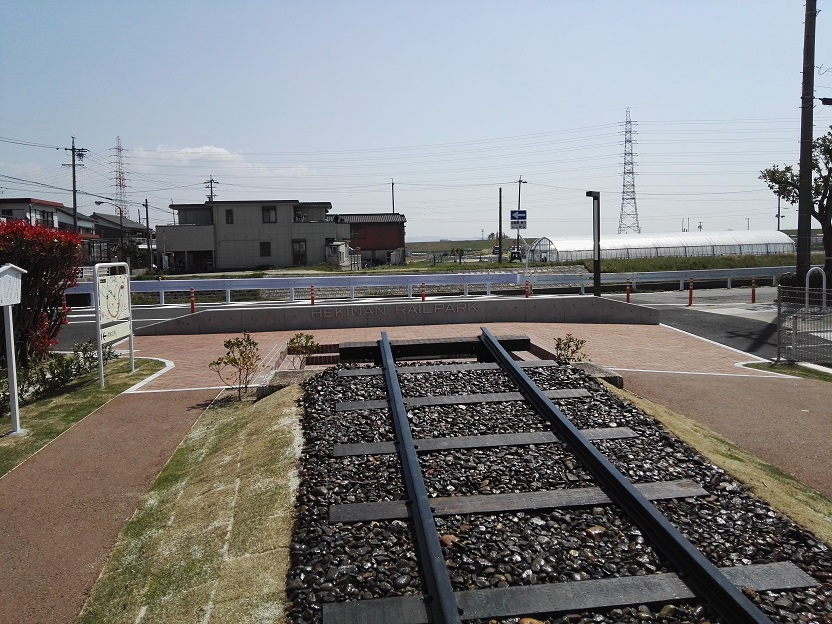
碧南レールパークの終端（矢作川の堤防が見える）

## 駅構造
島式ホーム1面2線で列車交換可能であったが、晩年は1面1線のみになっていた。

### 配線図
| ← 碧南方面 | 三河旭駅 構内配線略図 | → 吉良吉田方面 |
| 凡例 出典: |                       |                |

## 利用状況
- 『名古屋鉄道百年史』によると1992年度当時の1日平均乗降人員は148人であり、この値は岐阜市内線均一運賃区間内各駅（岐阜市内線・田神線・美濃町線徹明町駅 - 琴塚駅間）を除く名鉄全駅（342駅）中325位、 三河線（38駅）中36位であった[8]。
- 『愛知統計年鑑』によると2003年度の乗車人員は1日平均130人であった[9]。2003年度までの1日平均乗車人員は下表の通り。

| 年度   | 1日平均 乗車人員 |
| ------ | ---------------- |
| 1998年 | 52               |
| 1999年 | 47               |
| 2000年 | 38               |
| 2001年 | 38               |
| 2002年 | 41               |
| 2003年 | 47               |

## 駅周辺
- 碧南市立日進小学校
- 愛知県道291号米津碧南線

## 隣の駅
名古屋鉄道
三河線（廃止区間）
棚尾駅 - 三河旭駅 - 中畑駅